# 日本のインターチェンジ一覧 か行
| あ行 | か行 | さ行 | た行 | な行 | は行 | ま行 | や-わ行 |

日本のインターチェンジ一覧 か行（にっぽんのインターチェンジいちらん かぎょう）は、日本の道路のインターチェンジ（IC）・ジャンクション（JCT）・都市高速道路などの出入口（ランプ）・本線料金所のうち、か行の文字で始まるものの一覧である。
読みを付け、同名・同表記のIC・JCTには道路名も付けた。

## か行

### か
- 甲斐インターチェンジ（かい）仮称
- 外苑出入口（がいえん）
- 外環浦和インターチェンジ（がいかんうらわ）
- 外環三郷西インターチェンジ（がいかんみさとにし）
- 海田大橋出入口（かいたおおはし）
- 海田西インターチェンジ（かいたにし）
- 海田東インターチェンジ（かいたひがし）
- 海津PAスマートインターチェンジ（かいづパーキングエリアスマート）（建設中）
- 貝塚インターチェンジ (千葉県)（かいづか：京葉道路）
- 貝塚インターチェンジ (大阪府)（かいづか：阪和自動車道）
- 貝塚ジャンクション（かいづか：福岡高速道路）
- 貝塚出入口 (大阪府)（かいづか：阪神高速道路）
- 貝塚出入口 (福岡県)（かいづか：福岡高速道路）
- 海南インターチェンジ（かいなん）
- 海南東インターチェンジ（かいなんひがし）
- 加賀インターチェンジ（かが：北陸自動車道）
- 加賀出入口（かが：首都高速道路）
- 鏡石PAスマートインターチェンジ（かがみいしパーキングエリアスマート）
- 嘉川インターチェンジ（かがわ）
- 柿崎インターチェンジ（かきざき）
- 学園前インターチェンジ（がくえんまえ）
- 学園南インターチェンジ（がくえんみなみ）
- 加家インターチェンジ（かけ）
- 掛川インターチェンジ（かけがわ）
- 加計スマートインターチェンジ（かけスマート）
- 加古川ランプ（かこがわ）
- 加古川北インターチェンジ（かこがわきた）
- 加古川中央ジャンクション（かこがわちゅうおう）
- 加古川西ランプ（かこがわにし）
- 加古川西詰ランプ（かこがわにしづめ）
- 加古川東ランプ（かこがわひがし）
- 鹿児島インターチェンジ（かごしま）
- 鹿児島本線料金所（かごしま）
- 鹿児島北インターチェンジ（かごしまきた）
- 鹿児島西インターチェンジ（かごしまにし）
- 加西インターチェンジ（かさい）
- 葛西ジャンクション（かさい）
- 葛西出入口（かさい）
- 笠岡インターチェンジ（かさおか）
- 笠寺出入口（かさでら）
- 笠取インターチェンジ（かさとり）
- 笠之原インターチェンジ（かさのはら）
- 笠間西インターチェンジ（かさまにし）
- 香椎出入口（かしい）
- 香椎浜出入口（かしいはま）
- 香椎浜ジャンクション（かしいはま）
- 香椎東出入口（かしいひがし）
- 加治木インターチェンジ（かじき）
- 加治木ジャンクション（かじき）
- 香芝インターチェンジ（かしば）
- 橿原北インターチェンジ（かしはらきた）
- 橿原高田インターチェンジ（かしはらたかだ）
- 嘉島ジャンクション（かしま）
- 加島出入口（かしま）
- 柏インターチェンジ（かしわ）
- 柏木インターチェンジ（かしわぎ）
- 柏崎インターチェンジ（かしわざき）
- 柏原インターチェンジ（かしわら）
- 柏原本線料金所（かしわら）
- 春日インターチェンジ（かすが）
- 春日ジャンクション（かすが）
- 春日出入口 (福岡県)（かすが：北九州高速道路）
- 春日井インターチェンジ（かすがい）
- かすみインターチェンジ
- 香住インターチェンジ（かすみ）
- 霞が関出入口（かすみがせき）
- 烏森出入口（かすもり）
- 粕屋出入口（かすや）
- 嘉瀬南インターチェンジ（かせみなみ）
- 加須インターチェンジ（かぞ）
- 賀田インターチェンジ（かた）
- 片倉インターチェンジ (山口県)（かたくら：山口宇部道路）
- 交野北インターチェンジ（かたのきた）
- 交野南インターチェンジ（かたのみなみ）
- 片吹ランプ（かたぶき）
- 片山津インターチェンジ（かたやまづ）
- 勝川インターチェンジ（かちがわ）
- 月山インターチェンジ（がっさん）
- 勝島出入口（かつしま）
- 勝沼インターチェンジ（かつぬま）
- 鹿角八幡平インターチェンジ（かづのはちまんたい）
- 勝山インターチェンジ (福井県)（かつやま：中部縦貫自動車道）
- 勝山インターチェンジ (岐阜県)（かつやま：坂祝バイパス）
- 勝山出入口（かつやま：北九州高速道路）
- 葛城インターチェンジ（かつらぎ）
- かつらぎ西インターチェンジ（かつらぎにし）
- 門川インターチェンジ（かどがわ）
- 門川本線料金所（かどがわ）
- 門川南スマートインターチェンジ（かどがわみなみ）
- 勝原インターチェンジ（かどはら）
- 門真インターチェンジ（かどま）
- 門真ジャンクション（かどま）
- 門真本線料金所（かどま）
- 金城スマートインターチェンジ（かなぎスマート）
- 金沢自然公園インターチェンジ（かなざわしぜんこうえん）
- 金沢西インターチェンジ（かなざわにし）
- 金沢東インターチェンジ（かなざわひがし）
- 金沢森本インターチェンジ（かなざわもりもと）
- 金津インターチェンジ（かなづ）
- 蟹江インターチェンジ（かにえ）
- 可児御嵩インターチェンジ（かにみたけ）
- 鹿沼インターチェンジ（かぬま）
- 金の隈出入口（かねのくま）
- 金御岳インターチェンジ（かねみだけ）
- 金山北インターチェンジ（かねやまきた）
- 鹿野インターチェンジ（かの）
- 加納インターチェンジ（かのう）
- 鹿屋串良ジャンクション（かのやくしら）
- 加平出入口（かへい）
- 河北インターチェンジ（かほく）
- 釜石ジャンクション（かまいし）
- 釜石北インターチェンジ（かまいしきた）
- 釜石仙人峠インターチェンジ（かまいしせんにんとうげ）
- 釜石中央インターチェンジ（かまいしちゅうおう）
- 釜石唐丹インターチェンジ（かまいしとうに）
- 釜石南インターチェンジ（かまいしみなみ）
- 釜石両石インターチェンジ（かまいしりょういし）
- 蒲江インターチェンジ（かまえ）
- 蒲江波当津インターチェンジ（かまえはとうづ）
- 鎌田インターチェンジ（かまだ）
- 釜利谷ジャンクション（かまりや）
- 釜利谷本線料金所（かまりや）
- 上石田インターチェンジ（かみいしだ）
- 上市スマートインターチェンジ（かみいちスマート）
- 上井出インターチェンジ（かみいで）
- 上川井インターチェンジ（かみかわい）
- 上川層雲峡インターチェンジ（かみかわそううんきょう）
- 上河内スマートインターチェンジ（かみかわちスマート）
- 上川天幕出入口（かみかわてんまく）
- 上北インターチェンジ（かみきた）
- 上志比インターチェンジ（かみしひ）
- 上柘植インターチェンジ（かみつげ）
- 上鳥羽インターチェンジ（かみとば）
- 上富田インターチェンジ（かみとんだ）
- 上之郷インターチェンジ（かみのごう）
- かみのやま温泉インターチェンジ（かみのやまおんせん）
- 神林岩船港インターチェンジ（かみはやしいわふねこう）
- 上三永インターチェンジ（かみみなが）
- 上社インターチェンジ（かみやしろ）
- 上社ジャンクション（かみやしろ）
- 上社南インターチェンジ（かみやしろみなみ）
- 神谷内インターチェンジ（かみやち）
- 上矢部インターチェンジ（かみやべ）
- 神村ランプ（かむら）
- 神村西ランプ（かむらにし）
- 神村東ランプ（かむらひがし）
- 亀石峠インターチェンジ（かめいしとうげ）
- 亀岡インターチェンジ（かめおか）
- 亀貝インターチェンジ (新潟市)（かめがい：新潟西バイパス）
- 亀山インターチェンジ（かめやま）
- 亀山ジャンクション（かめやま）
- 亀山西ジャンクション（かめやまにし）
- 亀山PAスマートインターチェンジ（かめやまぱーきんぐえりあスマート）
- 亀山東ジャンクション（かめやまひがし）
- 蒲生スマートインターチェンジ（がもうスマート）
- 鴨方インターチェンジ（かもがた）
- 鴨川西インターチェンジ（かもがわにし）
- 鴨川東インターチェンジ（かもがわひがし）
- 賀陽インターチェンジ（かよう）
- 通岡インターチェンジ（かよおか）
- 唐桑小原木インターチェンジ（からくわこはらぎ）
- 唐桑半島インターチェンジ（からくわはんとう）
- 唐津インターチェンジ（からつ）
- 唐津千々賀山田インターチェンジ（からつちちかやまだ）
- 唐櫃インターチェンジ（からと）
- からと西出入口（からとにし）
- からと東出入口（からとひがし）
- 唐櫃南インターチェンジ（からとみなみ）
- 雁来インターチェンジ（かりき）
- 狩場インターチェンジ（かりば）
- 狩場ジャンクション（かりば）
- 刈谷スマートインターチェンジ（かりやスマート）
- 狩鹿野インターチェンジ（かるがの）
- 軽米インターチェンジ（かるまい）
- 川内インターチェンジ（かわうち）
- 川上インターチェンジ（かわかみ）
- 川口ジャンクション（かわぐち）
- 川口本線料金所（かわぐち）
- 河口湖インターチェンジ（かわぐちこ）
- 川口中央インターチェンジ（かわぐちちゅうおう）
- 川口西インターチェンジ（かわぐちにし）
- 川口東インターチェンジ（かわぐちひがし）
- 川越インターチェンジ（かわごえ）
- 川崎インターチェンジ（かわさき）
- 川崎浮島ジャンクション（かわさきうきしま）
- 川崎浮島本線料金所（かわさきうきしま）
- 川島インターチェンジ（かわじま）
- 川津インターチェンジ（かわづ）
- 川辺インターチェンジ (鹿児島県)（かわなべ：指宿スカイライン）
- 川西インターチェンジ（かわにし）
- 川西小花出入口（かわにしおばな）
- 川之江ジャンクション（かわのえ）
- 川之江東ジャンクション（かわのえひがし）
- 河原インターチェンジ（かわはら）（かわはら：鳥取自動車道）
- 川平インターチェンジ（かわひら）
- 川辺インターチェンジ (和歌山県)（かわべ：阪和自動車道）
- 河辺ジャンクション（かわべ）
- 川原子インターチェンジ（かわらご）
- 神崎北ランプ（かんざききた）
- 神崎南ランプ（かんざきみなみ）
- 舘山寺スマートインターチェンジ（かんざんじスマート）
- 寛政インターチェンジ（かんせい）
- 関西国際空港インターチェンジ（かんさいこくさいくうこう）
- 苅田北九州空港インターチェンジ（かんだきたきゅうしゅうくうこう）
- 神田橋出入口（かんだばし）
- 神田橋ジャンクション（かんだばし）
- 函南塚本インターチェンジ（かんなみつかもと）
- 神野ランプ（かんの）
- 甘楽スマートインターチェンジ（かんらスマート）

### き
- 紀伊長島インターチェンジ（きいながしま）
- 菊川インターチェンジ（きくがわ）
- 菊水インターチェンジ（きくすい）
- 木古内インターチェンジ（きこない）
- 吉舎インターチェンジ（きさ）
- 象潟インターチェンジ（きさかた）
- 木更津ジャンクション（きさらづ）
- 木更津金田インターチェンジ（きさらづかねだ）
- 木更津金田本線料金所（きさらづかねだ）
- 木更津北インターチェンジ（きさらづきた）
- 木更津東インターチェンジ（きさらづひがし）
- 木更津南インターチェンジ（きさらづみなみ）
- 木更津南ジャンクション（きさらづみなみ）
- 岸川インターチェンジ（きしかわ）
- 喜舎場スマートインターチェンジ（きしゃばスマート）
- 岸和田本線料金所（きしわだ）
- 岸和田和泉インターチェンジ（きしわだいずみ）
- 岸和田北出入口（きしわだきた）
- 岸和田南出入口（きしわだみなみ）
- 紀勢大内山インターチェンジ（きせいおおうちやま）
- 北池袋出入口（きたいけぶくろ）
- 北茨城インターチェンジ（きたいばらき）
- 北上野本線料金所（きたうえの）
- 北浦インターチェンジ (宮崎県)（きたうら：東九州自動車道）
- 北浦インターチェンジ (茨城県)（きたうら：東関東自動車道）仮称
- 北頭インターチェンジ（きたがしら）
- 喜多方インターチェンジ（きたかた）
- 北方インターチェンジ（きたがた：九州横断自動車道延岡線）
- 北方出入口（きたがた：北九州高速道路）
- 北上ジャンクション（きたかみ）
- 北上江釣子インターチェンジ（きたかみえづりこ）
- 北上金ヶ崎インターチェンジ（きたかみかねがさき）
- 北上西インターチェンジ（きたかみにし）
- 北川インターチェンジ（きたがわ）
- 北九州ジャンクション（きたきゅうしゅう）
- 北熊本スマートインターチェンジ（きたくまもとスマート）
- 北郷インターチェンジ（きたごう）
- 北崎インターチェンジ（きたさき）
- 北千葉ジャンクション（きたちば）
- 北津守出入口（きたつもり）
- 北中城インターチェンジ（きたなかぐすく）
- 北の丸出口（きたのまる）
- 北波多インターチェンジ（きたはた）
- 北浜出口（きたはま）
- 北広島インターチェンジ（きたひろしま）
- 北見川東インターチェンジ（きたみかわひがし）
- 北見北上インターチェンジ（きたみきたがみ）
- 北見中央インターチェンジ（きたみちゅうおう）
- 北見西インターチェンジ（きたみにし）
- 北見東インターチェンジ（きたみひがし）
- 北山インターチェンジ（きたやま）
- 木津インターチェンジ (新潟県)（きつ：国道49号横雲バイパス）
- 木津インターチェンジ (京都府)（きづ：京奈和自動車道）
- 杵築インターチェンジ（きつき）
- 城戸インターチェンジ（きど）
- 城戸出入口（きど）
- 岐南インターチェンジ（ぎなん）
- 衣笠インターチェンジ（きぬがさ）
- 紀の川インターチェンジ（きのかわ）
- 紀の川東インターチェンジ（きのかわひがし）
- 宜野座インターチェンジ（ぎのざ）
- 木之本インターチェンジ（きのもと）
- 木場出入口 (愛知県)（きば：名古屋高速道路）
- 木場出入口 (東京都)（きば：首都高速道路）
- 吉備インターチェンジ（きび）旧名
- 岐阜インターチェンジ（ぎふ）仮称
- 岐阜各務原インターチェンジ（ぎふかかみがはら）
- 岐阜羽島インターチェンジ（ぎふはしま）
- 岐阜三輪スマートインターチェンジ（ぎふみわスマート）
- ぎふ大和インターチェンジ（ぎふやまと）
- 紀北かつらぎインターチェンジ（きほくかつらぎ）
- 君津インターチェンジ (千葉県)（きみつ：館山自動車道）
- 君津インターチェンジ (岡山県)（きみつ：岡山ブルーライン）
- 君津PAスマートインターチェンジ（きみつぱーきんぐえりあスマート）
- 城山インターチェンジ（きやま）
- 旧白滝出入口（きゅうしらたき）
- 京田辺本線料金所（きょうたなべ）
- 京田辺松井インターチェンジ（きょうたなべまつい）
- 京丹波みずほインターチェンジ（きょうたんばみずほ）
- 京丹波わちインターチェンジ（きょうたんばわち）
- 京都東インターチェンジ（きょうとひがし）
- 京都南インターチェンジ（きょうとみなみ）
- 京都南ジャンクション（きょうとみなみ）
- 京橋出入口 (東京都)（きょうばし：首都高速道路）
- 京橋出入口 (兵庫県)（きょうばし：阪神高速道路）
- 京橋ジャンクション（きょうばし）
- 協和インターチェンジ（きょうわ：秋田自動車道）
- 共和インターチェンジ（きょうわ：名四国道）
- 共和インターチェンジ (北海道)（きょうわ：倶知安余市道路）
- 共和北インターチェンジ（きょうわきた）
- 清洲ジャンクション（きよす）
- 清須出入口（きよす）
- 清須料金所（きよす）
- 清洲西インターチェンジ（きよすにし）
- 清洲橋出口（きよすばし）
- 清洲東インターチェンジ（きよすひがし）
- 許田インターチェンジ（きょだ）
- 清滝インターチェンジ（きよたき）
- 清武インターチェンジ（きよたけ）
- 清武ジャンクション（きよたけ）
- 清武南インターチェンジ（きよたけみなみ）
- 清武南本線料金所（きよたけみなみ）
- 鋸南富山インターチェンジ（きょなんとみやま）
- 鋸南保田インターチェンジ（きょなんほた）
- 清水インターチェンジ (愛知県)（きよみず）
- きららインターチェンジ（きらら）
- 喜連瓜破出入口（きれうりわり）
- 金武インターチェンジ（きん）
- 金港ジャンクション（きんこう）
- 銀座出入口（ぎんざ）
- 錦糸町出入口（きんしちょう）
- 錦糸町本線料金所（きんしちょう）

### く
- 空港中央出入口（くうこうちゅうおう）
- 空港通出入口（くうこうどおり）
- 空港西出入口（くうこうにし）
- 久我インターチェンジ（くが：名阪国道）
- 玖珂インターチェンジ（くが：山陽自動車道）
- 久喜インターチェンジ（くき）
- 久喜白岡ジャンクション（くきしらおか）
- 草津出入口（くさつ：草津沼田道路）
- 草津ジャンクション（くさつ）
- 草津田上インターチェンジ（くさつたなかみ）
- 久慈インターチェンジ（くじ）
- 久慈北インターチェンジ（くじきた）
- 串木野インターチェンジ（くしきの）
- 九条出口（くじょう）
- 郡上八幡インターチェンジ（ぐじょうはちまん）
- 久城インターチェンジ（くしろ）
- 釧路空港インターチェンジ（くしろくうこう）
- 釧路中央インターチェンジ（くしろちゅうおう）
- 釧路西インターチェンジ（くしろにし）
- 釧路東インターチェンジ（くしろひがし）
- 釧路別保インターチェンジ（くしろべっぽ）
- 玖珠インターチェンジ（くす）
- 楠インターチェンジ（くすのき）
- 楠出入口（くすのき）
- 楠ジャンクション（くすのき）
- 楠本線料金所（くすのき）
- 楠部インターチェンジ（くすべ）
- 九頭竜インターチェンジ（くずりゅう）
- 久世インターチェンジ（くせ）
- 口和インターチェンジ（くちわ）
- 沓掛インターチェンジ（くつかけ）
- 倶知安インターチェンジ（くっちゃん）
- 公田インターチェンジ（くでん）
- 久斗インターチェンジ（くと）
- 国立府中インターチェンジ（くにたちふちゅう）
- 国富スマートインターチェンジ（くにとみ）
- 国見インターチェンジ（くにみ）
- 九戸インターチェンジ（くのへ）
- 久保田インターチェンジ（くぼた）
- 熊毛インターチェンジ（くまげ）
- 熊坂インターチェンジ（くまさか）
- 熊野新鹿インターチェンジ（くまのあたしか）
- 熊野大泊インターチェンジ（くまのおおどまり）
- 熊野町ジャンクション（くまのちょう）
- 熊本インターチェンジ（くまもと）
- 熊山インターチェンジ（くまやま）
- 久御山インターチェンジ（くみやま）
- 久御山ジャンクション（くみやま）
- 久御山南インターチェンジ（くみやまみなみ）
- 久御山淀インターチェンジ（くみやまよど）
- 鞍ヶ池スマートインターチェンジ（くらがいけスマート）
- 倉敷インターチェンジ（くらしき）
- 倉敷ジャンクション（くらしき）
- 蔵田交差点（くらた）
- 鞍手インターチェンジ（くらて）
- 倉吉インターチェンジ（くらよし）
- 倉吉西インターチェンジ（くらよしにし）
- 栗野インターチェンジ（くりの）
- 栗原インターチェンジ（くりはら）
- 車帰インターチェンジ（くるまがえり）
- 久留米インターチェンジ（くるめ）
- 呉インターチェンジ（くれ）
- 黒石インターチェンジ（くろいし）
- 黒磯板室インターチェンジ（くろいそいたむろ）
- 黒川出入口（くろかわ）
- 黒埼インターチェンジ（くろさき：新潟バイパス/新潟西バイパス）
- 黒崎インターチェンジ（くろさき：有明海沿岸道路）
- 黒崎出入口（くろさき：北九州高速道路）
- 黒崎北ランプ（くろさききた）
- 黒埼スマートインターチェンジ（くろさきスマート）
- 黒潮拳ノ川インターチェンジ（くろしおこぶしのかわ）
- 黒瀬インターチェンジ（くろせ）
- 玄岳インターチェンジ（くろたけ）
- 黒部インターチェンジ（くろべ）
- 黒松内インターチェンジ（くろまつない）
- 黒松内ジャンクション（くろまつない）
- 黒松内南インターチェンジ（くろまつないみなみ）
- 桑名インターチェンジ（くわな）
- 桑名東インターチェンジ（くわなひがし）
- 桑野インターチェンジ（くわの）仮称
- 国縫インターチェンジ（くんぬい）
- 訓子府インターチェンジ（くんねっぷ）

### け
- 芸西西インターチェンジ（げいせいにし）
- 芸西東インターチェンジ（げいせいひがし）
- 芸濃インターチェンジ（げいのう）
- 競馬場インターチェンジ（けいばじょう）
- 京浜川崎インターチェンジ（けいひんかわさき）
- 京葉ジャンクション（けいよう）
- 京葉市川インターチェンジ（けいよういちかわ）
- 気仙沼港インターチェンジ（けせんぬまこう）
- 気仙沼中央インターチェンジ（けせんぬまちゅうおう）
- 圏央厚木インターチェンジ（けんおうあつぎ）
- 圏央鶴ヶ島インターチェンジ（けんおうつるがしま）
- 県立加古川医療センターランプ（けんりつかこがわいりょうせんたー）
- 県立看護大インターチェンジ（けんりつかんごだい）
- 健老インターチェンジ（けんろう）

### こ
- 小泉インターチェンジ（こいずみ）
- 小泉海岸インターチェンジ（こいずみかいがん）
- 古布インターチェンジ（こう）
- 公園北分岐（こうえんきた）
- 皇后崎ランプ（こうがさき）
- 甲賀土山インターチェンジ（こうかつちやま）
- 上毛スマートインターチェンジ（こうげスマート）
- 神崎インターチェンジ（こうざき）
- 甲子園浜出入口（こうしえんはま）
- 更埴インターチェンジ（こうしょく）
- 更埴ジャンクション（こうしょく）
- 神田出入口（こうだ）
- 高知インターチェンジ（こうち：高知自動車道）
- 高知ジャンクション（こうち）
- 河内インターチェンジ（こうち：山陽自動車道）
- 幸地インターチェンジ（こうち：沖縄自動車道）
- 高知中央インターチェンジ（こうちちゅうおう）
- 高知南インターチェンジ（こうちみなみ）
- 高知龍馬空港インターチェンジ（こうちりょうまくうこう）
- 江津インターチェンジ（ごうつ）
- 高津入口（こうづ）
- 高津分岐（こうづ）
- 国府津インターチェンジ（こうづ）
- 上津浦インターチェンジ（こうつうら）
- 江津西インターチェンジ（ごうつにし）
- 甲南インターチェンジ（こうなん）
- 甲南インターチェンジ (鹿児島県)（こうなん）
- 香南かがみインターチェンジ（こうなんかがみ）
- 港南台インターチェンジ（こうなんだい）
- 香南のいちインターチェンジ（こうなんのいち）
- 香南やすインターチェンジ（こうなんやす）
- 甲奴インターチェンジ（こうぬ）
- 神野口インターチェンジ（こうのぐち）
- 郷原インターチェンジ（ごうはら）
- 江府インターチェンジ（こうふ）
- 幸福インターチェンジ（こうふく）
- 甲府昭和インターチェンジ（こうふしょうわ）
- 甲府南インターチェンジ（こうふみなみ）
- 神戸ジャンクション（こうべ）
- 神戸北インターチェンジ（こうべきた）
- 神戸三田インターチェンジ（こうべさんだ）
- 神戸長田出入口（こうべながた）
- 神戸西インターチェンジ（こうべにし）
- 神戸西本線料金所（こうべにし）
- 港北インターチェンジ（こうほく）
- 江北ジャンクション（こうほく）
- 港明出入口（こうめい）
- 高谷ジャンクション（こうや）
- 高野口インターチェンジ（こうやぐち：京奈和自動車道）
- 港陽インターチェンジ（こうよう）
- 小浦ランプ（こうら）
- 高麗橋入口（こうらいばし）
- 桑折ジャンクション（こおり）
- 桑折ジャンクション料金所（こおりジャンクション）
- 郡山インターチェンジ (福島県)（こおりやま：東北自動車道）
- 郡山インターチェンジ (奈良県)（こおりやま：西名阪自動車道）
- 郡山ジャンクション（こおりやま）
- 郡山下ツ道ジャンクション（こおりやましもつみち）
- 郡山中央スマートインターチェンジ（こおりやまちゅうおうスマート）
- 郡山東インターチェンジ（こおりやまひがし）
- 郡山南インターチェンジ (福島県)（こおりやまみなみ：東北自動車道）
- 郡山南インターチェンジ (奈良県)（こおりやまみなみ：京阪和自動車道）
- 古賀インターチェンジ（こが）
- 五霞インターチェンジ（ごか）
- 古賀市布インターチェンジ（こがいちぬの）
- 五ヶ谷インターチェンジ（ごかだに）
- 黄金出入口（こがね）
- 五箇山インターチェンジ（ごかやま）
- 国泰寺インターチェンジ（こくたいじ）
- 国道2号出入口（こくどう2ごう）
- 国分インターチェンジ（こくぶ）
- 小倉駅北出入口（こくらえききた）
- 小倉東インターチェンジ（こくらひがし）
- 小倉南インターチェンジ（こくらみなみ）
- 護国寺出入口（ごこくじ）
- 九重インターチェンジ（ここのえ）
- 小坂インターチェンジ（こさか）
- 小坂ジャンクション（こさか）
- 小坂ジャンクション料金所（こさかジャンクション）
- 小坂北インターチェンジ（こさかきた）
- 五十町インターチェンジ（ごじっちょう）
- 越の原インターチェンジ（こしのはら）
- 児島インターチェンジ（こじま）
- 五社出入口（ごしゃ）
- 五條インターチェンジ（ごじょう）
- 五條北インターチェンジ（ごじょうきた）
- 五條西インターチェンジ（ごじょうにし）
- 五城目八郎潟インターチェンジ（ごじょうめはちろうがた）
- 五所川原インターチェンジ（ごしょがわら）
- 五所川原北インターチェンジ（ごしょがわらきた）
- 五所川原東インターチェンジ（ごしょがわらひがし）
- 小新インターチェンジ（こしん）
- 小杉インターチェンジ（こすぎ）
- 小菅出入口（こすげ）
- 小菅ジャンクション（こすげ）
- 御所インターチェンジ（ごせ）
- 御所南インターチェンジ（ごせみなみ）
- 五反田出入口（ごたんだ）
- 御殿場インターチェンジ（ごてんば）
- 御殿場ジャンクション（ごてんば）
- 御殿山料金所（ごてんやま）
- 湖東三山スマートインターチェンジ（ことうさんざんスマート）
- 琴浦船上山インターチェンジ（ことうらせんじょうさん）
- 琴浦東インターチェンジ（ことうらひがし）
- 琴丘森岳インターチェンジ（ことおかもりたけ）
- 琴丘森岳本線料金所（ことおかもりたけ）
- 琴の浦インターチェンジ（ことのうら）
- 五斗蒔スマートインターチェンジ（ごとまきスマート）
- 小野インターチェンジ (徳島県)（このう）仮称
- 金浦インターチェンジ（このうら）
- 木場スマートインターチェンジ（こばスマート）
- 小林インターチェンジ（こばやし）
- 呉服橋出入口（ごふくばし）
- 呉服町出入口（ごふくまち）
- 小淵沢インターチェンジ（こぶちさわ）
- 御坊インターチェンジ（ごぼう）
- 御坊南インターチェンジ（ごぼうみなみ）
- 駒形インターチェンジ（こまがた：北関東自動車道）
- 駒形出入口（こまがた：首都高速道路6号向島線）
- 駒ヶ岳スマートインターチェンジ（こまがたけスマート）
- 駒門スマートインターチェンジ（こまかどスマート）
- 駒ヶ根インターチェンジ（こまがね）
- 駒川出入口（こまがわ）
- 小牧インターチェンジ（こまき）
- 小牧ジャンクション（こまき）
- 小牧料金所（こまき）
- 小牧北出入口（こまききた）
- 小牧東インターチェンジ（こまきひがし）
- 小牧南出入口（こまきみなみ）
- 小松インターチェンジ（こまつ）
- 小松川ジャンクション（こまつがわ）
- 小松川出入口（こまつがわ）
- 小松島インターチェンジ（こまつしま）
- 駒寄スマートインターチェンジ（こまよせスマート）
- 小嶺出入口（こみね）
- 小迎インターチェンジ（こむかえ）
- 米出インターチェンジ（こめだし）
- 菰野インターチェンジ（こもの）
- 小諸インターチェンジ（こもろ）
- 小諸御影料金所（こもろみかげ）
- 子安出入口（こやす）
- 是国ランプ（これくに）
- 是友インターチェンジ（これとも）
- 金剛出入口（こんごう）